# Fulgor Libertas Forlì 2011-2012
La Fulgor Libertas Forlì 2011-2012, sponsorizzata MarcoPoloShop.it, ha preso parte al campionato professionistico italiano di Legadue.
Per la società si tratta della seconda partecipazione al campionato di Legadue.

## Roster
Gli unici giocatori sotto contratto sono Alex Ranuzzi e Luca Campani.
Per il momento rientra alla base l'altro prestito Federico Lestini.
Il coach della salvezza Nenad Vučinić viene confermato con un contratto biennale. Il 18 giugno 2011 il primo vero acquisto è la riconferma dell'ala comunitaria finlandese Shawn Huff. Il 23 giugno Leemire Goldwire passa alla neopromossa e ambiziosa Brescia. Il primo luglio il capitano Mitchell Poletti passa alla neo retrocessa Brindisi.
Un altro importante rinnovo ad inizio luglio è quello del play-guardia Stefano Borsato, che firma un contratto annuale per disputare un'altra stagione in maglia biancorossa. L'ennesima conferma è quella di Mike Nardi, che il 5 luglio firma un contratto annuale con la squadra forlivese. Arriva da Trento l'ala Nicola Natali mentre i due USA della stagione sono Austin Freeman e Tony Easley. Approdano in maglia biancorossa due giovani: Christian Colosio e Marco Bianchi. Il 22 agosto la FulgorLibertas completa il suo roster con l'acquisto del centro Roberto Casoli in uscita da Avellino. Il pubblico dimostra di credere nella nuova squadra: ben 1.550 tifosi sottoscrivono l'abbonamento, battendo un record.
In data 7 novembre 2011, causa le defezioni di Nardi e Campani, la societa ingaggia un nuovo giocatore fino al termine della stagione, Joe Trapani. In data 25 novembre 2011 viene ingaggiato il play Tommaso Marino appena rilasciato da Ostuni.
Il 23 dicembre 2011 Tony Easley viene ceduto alla Dinamo Sassari in serie A, il 3 gennaio 2012 la società forlivese ingaggia il play americano Brad Wanamaker il quale aveva cominciato la stagione in lega A a Teramo.

### Mercato Estivo
| Giocatore         | Ruolo   | Provenienza                     |
| Tony Easley       | Centro  | Polonia Azbud                   |
| Austin Freeman    | Guardia | Università di Georgetown        |
| Christian Colosio | Guardia | Basket Rimini                   |
| Nicola Natali     | Ala     | Aquila Basket Trento            |
| Marco Bianchi     | Ala     | Basket Budrio                   |
| Roberto Casoli    | Centro  | Felice Scandone Basket Avellino |

| Giocatore         | Ruolo   | Provenienza                     |
| Tony Easley       | Centro  | Polonia Azbud                   |
| Austin Freeman    | Guardia | Università di Georgetown        |
| Christian Colosio | Guardia | Basket Rimini                   |
| Nicola Natali     | Ala     | Aquila Basket Trento            |
| Marco Bianchi     | Ala     | Basket Budrio                   |
| Roberto Casoli    | Centro  | Felice Scandone Basket Avellino |

#### Partenze
| Giocatore         | Ruolo     | Destinazione            |
| Mitchell Poletti  | Centro    | New Basket Brindisi     |
| Leemire Goldwire  | Playmaker | Basket Brescia Leonessa |
| Francesco Foiera  | Centro    | Rescissione             |
| Alex Ranuzzi      | Ala       | Sporting Club Gira      |
| Bobby Jones       | Ala       | Pistoia Basket 2000     |
| Riccardo Ravaioli | Playmaker | AICS Basket Forlì       |
| Giacomo Zamagni   | Guardia   | AICS Basket Forlì       |

## Dettaglio partite
| Gior. | Data             | Partita                                             | Ris.  | Mvp Forlì | Scarto |
| 1     | 2 ottobre 2011   | MarcoPoloShop.it Forlì - Givova Scafati             | 93-81 | Freeman   | +12    |
| 2     | 9 ottobre 2011   | Riposa                                              |       |           |        |
| 3     | 16 ottobre 2011  | MarcoPoloShop.it Forlì - Assi Basket Ostuni         | 79-80 | Freeman   | -1     |
| 4     | 23 ottobre 2011  | Sigma Barcellona - MarcoPoloShop.it Forlì           | 85-80 | Easley    | -5     |
| 5     | 30 ottobre 2011  | MarcoPoloShop.it Forlì - Effe Biancoblù             | 72-70 | Easley    | +2     |
| 6     | 6 novembre 2011  | Prima Veroli - MarcoPoloShop.it Forlì               | 94-76 | Freeman   | -18    |
| 7     | 11 novembre 2011 | Morpho Basket Piacenza -MarcoPoloShop Forlì         | 93-87 | Easley    | -6     |
| 8     | 20 novembre 2011 | MarcoPoloShop.it Forlì- Pallacanestro Sant'Antimo   | 72-64 | Easley    | +8     |
| 9     | 27 novembre 2011 | Aget Service Imola - MarcoPoloShop.it Forlì         | 77-72 | Huff      | -5     |
| 10    | 4 dicembre 2011  | MarcoPoloShop.it Forlì - Fileni Jesi                | 89-87 | Freeman   | +2     |
| 11    | 11 dicembre 2011 | Centrale del Latte Brescia - MarcoPoloShop.it Forlì | 87-85 | Huff      | -2     |
| 12    | 18 dicembre 2011 | MarcoPoloShop.it Forlì - Enel Brindisi              | 93-92 | Easley    | +1     |
| 13    | 22 dicembre 2011 | Tezenis Verona - MarcoPoloShop.it Forlì             | 93-73 | Huff      | -20    |
| 14    | 4 gennaio 2012   | MarcoPoloShop.it Forlì - Tesi Group Pistoia         | 91-87 | Huff      | +4     |
| 15    | 8 gennaio 2012   | Trenkwalder Reggio Emilia - MarcoPoloShop.it Forlì  | [-]   | -         | -      |
| 16    | 16 gennaio 2012  | Givova Scafati - MarcoPoloShop.it Forlì             | [-]   | -         | -      |
| 17    | 22 gennaio 2012  | Riposa                                              |       |           |        |
| 18    | 29 gennaio 2012  | Assi Basket Ostuni - MarcoPoloShop.it Forlì         | [-]   | -         | -      |
| 19    | 5 febbraio 2012  | MarcoPoloShop.it Forlì - Sigma Barcellona           | [-]   | -         | -      |
| 20    | 12 febbraio 2012 | Effe Biancoblù - MarcoPoloShop.it Forlì             | [-]   | -         | -      |
| 21    | 19 febbraio 2012 | MarcoPoloShop.it Forlì - Prima Veroli               | [-]   | -         | -      |
| 22    | 26 febbraio 2012 | MarcoPoloShop.it Forlì - Morpho Basket Piacenza     | [-]   | -         | -      |
| 23    | 11 marzo 2012    | Pallacanestro Sant'Antimo - MarcoPoloShop.it Forlì  | [-]   | -         | -      |
| 24    | 18 marzo 2012    | MarcoPoloShop.it Forlì - Aget Service Imola         | [-]   | -         | -      |
| 25    | 25 marzo 2012    | Fileni Jesi - MarcoPoloShop.it Forlì                | [-]   | -         | -      |
| 26    | 1º aprile 2012   | MarcoPoloShop.it Forlì - Centrale del Latte Brescia | [-]   | -         | -      |
| 27    | 15 aprile 2012   | Enel Brindisi - MarcoPoloShop.it Forlì              | [-]   | -         | -      |
| 28    | 22 aprile 2012   | MarcoPoloShop.it Forlì - Tezenis Verona             | [-]   | -         | -      |
| 29    | 29 aprile 2012   | Tesi Group Pistoia - MarcoPoloShop.it Forlì         | [-]   | -         | -      |
| 30    | 5 maggio 2012    | MarcoPoloShop Forlì - Trenkwalder Reggio Emilia     | [-]   | -         | -      |

## Statistiche dei giocatori
| Basile    | 2  | 4   | 14  | 0   | 0  | 0 | 0  | 0  | 5  |  |
| Lestini   | 4  | 2   | 19  | 1   | 0  | 1 | 0  | 0  | 0  |  |
| Bianchi   | 0  | 0   | 0   | 0   | 0  | 0 | 0  | 0  | 0  |  |
| Borsato   | 13 | 125 | 390 | 32  | 0  | 0 | 7  | 18 | 17 |  |
| Campani   | 4  | 16  | 53  | 9   | 1  | 1 | 0  | 0  | 7  |  |
| Casoli    | 13 | 68  | 235 | 53  | 0  | 2 | 10 | 7  | 29 |  |
| Colosio   | 5  | 0   | 16  | 1   | 0  | 0 | 1  | 0  | 0  |  |
| Easley    | 12 | 171 | 361 | 113 | 22 | 7 | 13 | 10 | 38 |  |
| Freeman   | 13 | 306 | 471 | 63  | 3  | 4 | 18 | 36 | 71 |  |
| Huff      | 13 | 181 | 465 | 86  | 2  | 1 | 13 | 16 | 42 |  |
| Nardi     | 4  | 44  | 135 | 13  | 0  | 0 | 1  | 27 | 17 |  |
| Natali    | 13 | 45  | 207 | 29  | 0  | 0 | 7  | 9  | 11 |  |
| Trapani   | 8  | 79  | 171 | 44  | 2  | 9 | 6  | 3  | 25 |  |
| Marino    | 6  | 21  | 87  | 4   | 0  | 0 | 4  | 8  | 19 |  |
| Wanamaker | 0  | 0   | 0   | 0   | 0  | 0 | 0  | 0  | 0  |  |